# Nagupositivet

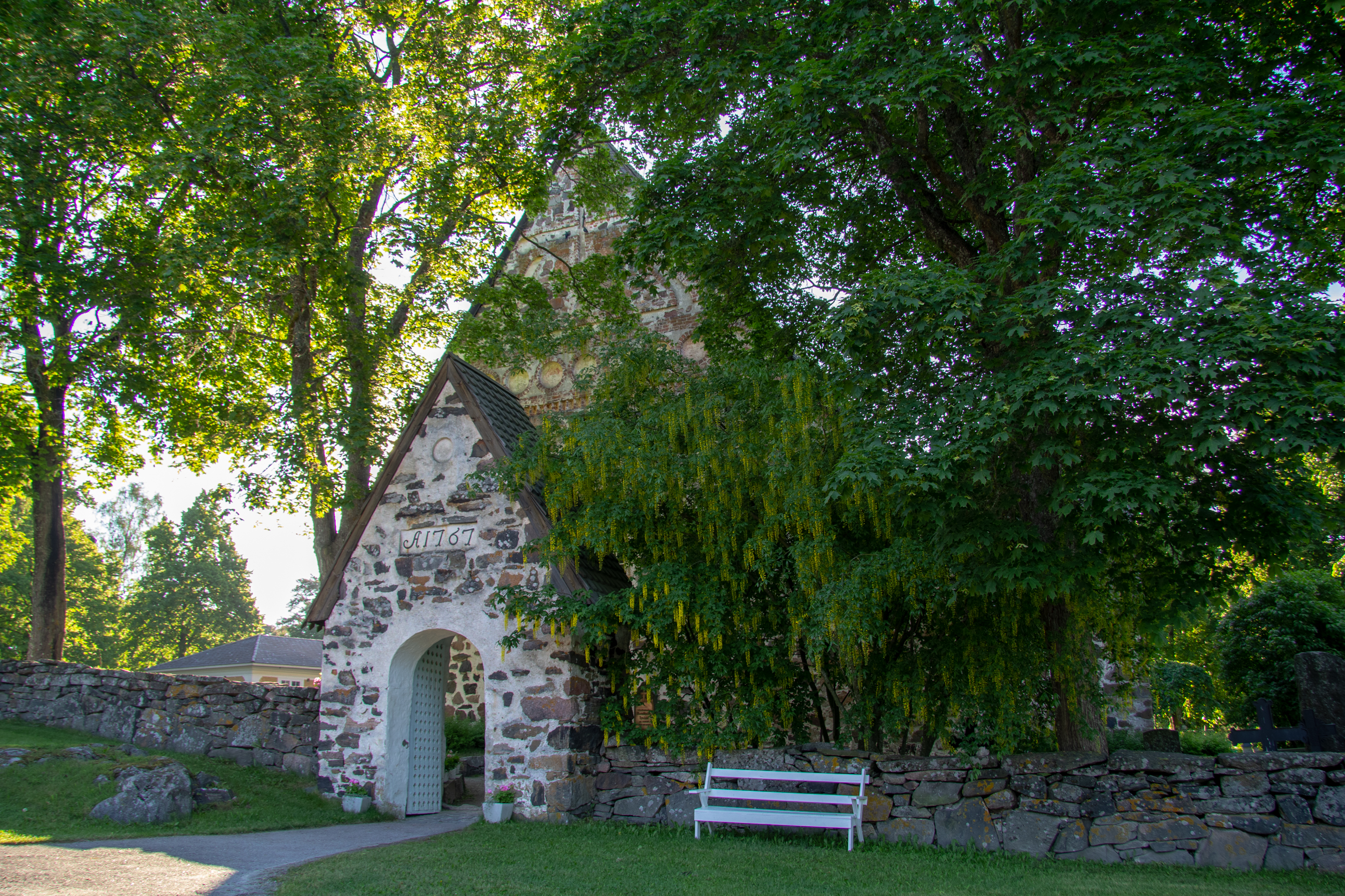
Nagu kyrka

Nagupositivet är Finlands äldsta bevarade orgel. 
I slutet av 1600-t. fanns det orglar i kyrkorna i Åbo, Borgå, Vasa, Nykarleby, Pedersöre, Nagu m.fl. Under stora ofreden förstördes största delen av dessa instrument; helt bevarat är endast det s.k. Nagupositivet (6 stämmor), Finlands äldsta bevarade orgel som numera finns i Nationalmuseum.
Nagu medeltida gråstenskyrka utrustades med orgel i mitten av 1660-talet, och Nagu blev då den första landsortsförsamlingen i Finland att få en orgel. Nagupositivets byggnadshistoria är inte känd och man vet inte heller vem som har byggt orgeln, men man kan utgå från att orgeln antingen är byggd i Sverige, eller av svenska orgelbyggare som befunnit sig i Finland. Nagupostitivet användes i Nagu kyrka fram till 1791, då J.A. af Petersén köpte orgeln och donerade den till sin hemförsamling i Dragsfjärd. I 90 år tjänade orgeln Dragsfjärds församling. År 1915 flyttades instrumentet till Nationalmuseum. Så sent som på 1960-talet spelade man på orgeln, och enligt Juhani Martikainen, Finlands kanske främste expert på Nagupositivet, är orgeln fortfarande i spelbart skick.

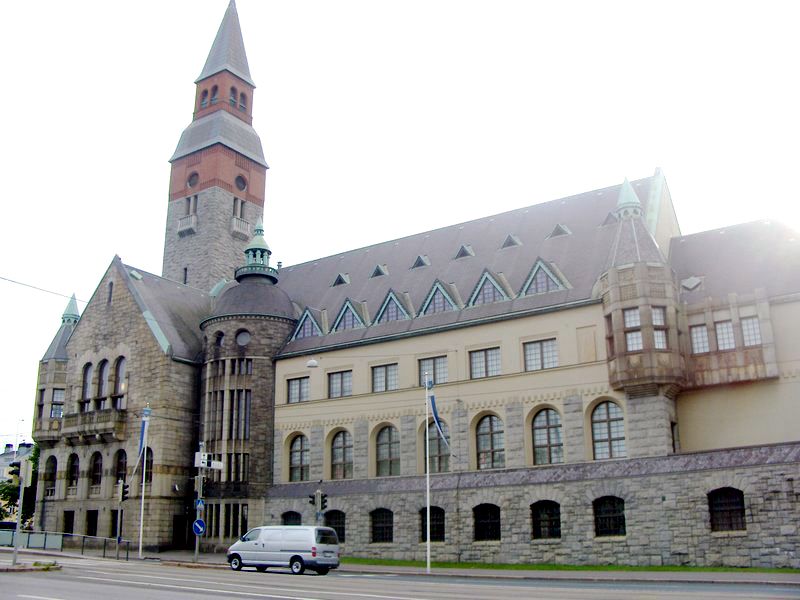
Nationalmuseum i Helsingfors

Nagu fortsatte att vara föregångare och fick år 1791 en ny orgel, byggd av den kände svenske orgelbyggaren Olof Schwan. Schwanorgeln i Nagu kyrka är i dag en viktig sevärdhet på orten och flera orgelkonserter har spelats in i Nagu. 